# Hermann Lattemann

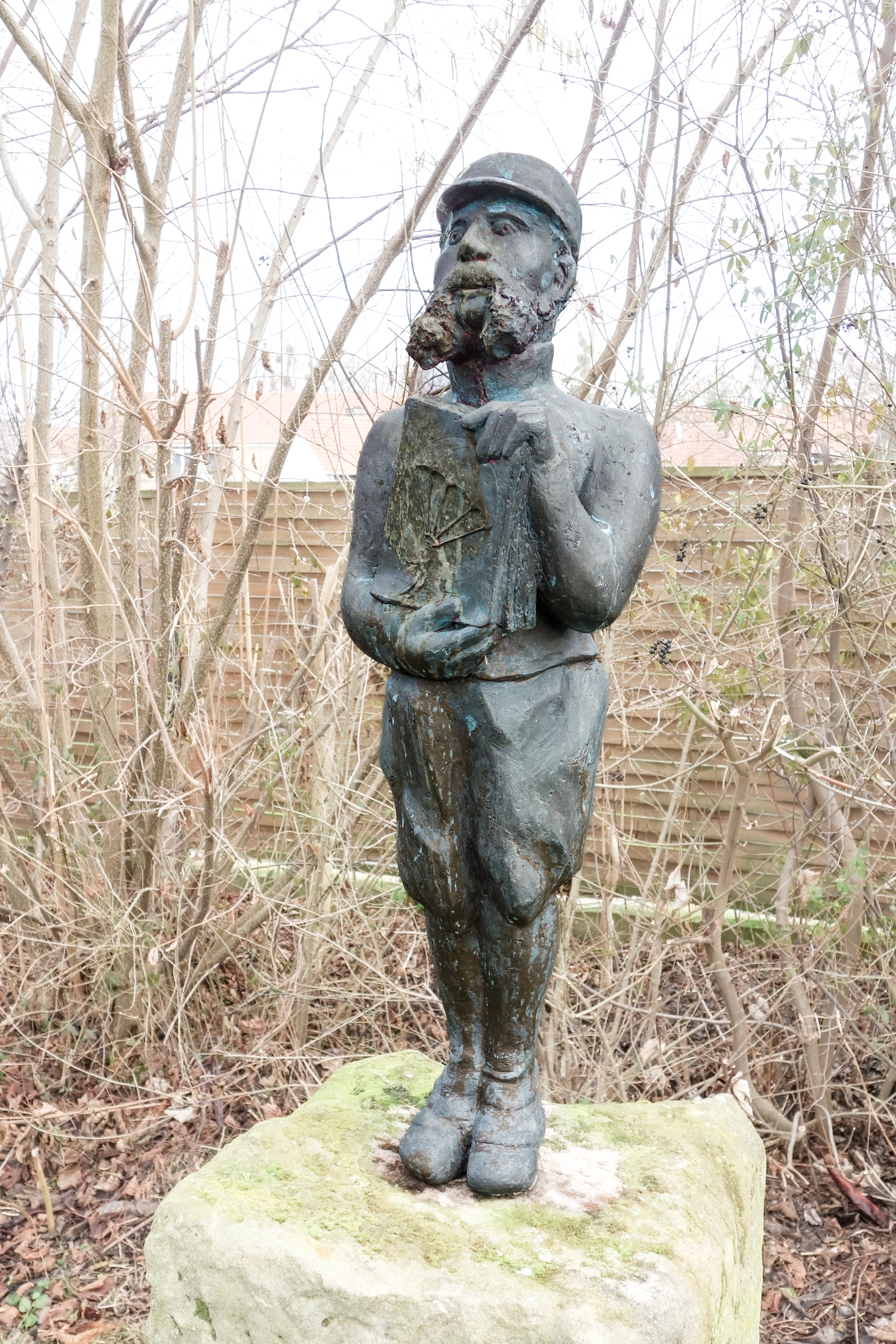
Skulptur des Hermann Lattemann in Gebhardshagen

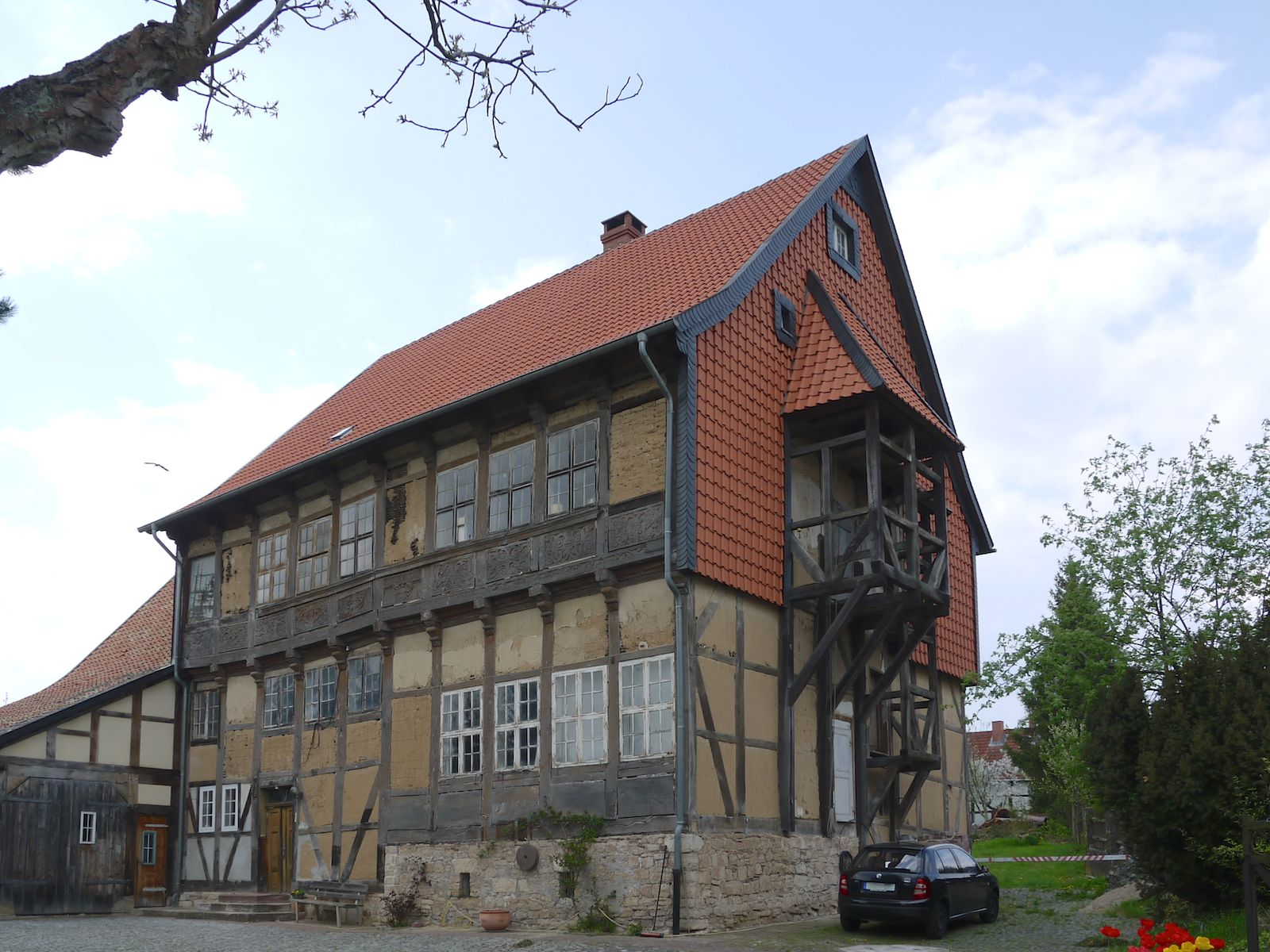
Lattemannsches Haus in Gebhardshagen – das Geburtshaus

Hermann Lattemann (* 14. September 1852 in Gebhardshagen; † 17. Juni 1894 in Krefeld) war ein deutscher Berufsluftschiffer und Fallschirmspringer.

## Leben und Werk
Hermann Lattemann – sein voller Name lautete Carl Christoph Hermann Lattemann – wurde am 14. September 1852 in Gebhardshagen als Sohn des Kothsassen und Drechslermeisters Conrad Heinrich Christoph Lattemann geboren. Schon früh begeisterte er sich für die Ballonfahrt, er ließ sich daher zum Luftschiffer ausbilden und trat danach als Ballonfahrer auf.
Parallel arbeitete er am Bau eines Fallschirmes. Als dessen Konstruktion ausgereift war, wagte Lattemann es als einer der Ersten, mit Hilfe des Fallschirms vom Korb eines Ballons in die Tiefe zu springen. Seine erste öffentliche Aufführung fand 1886 in Charlottenburg (Berlin) statt. Zu dieser Zeit waren solche Veranstaltungen mit Ballonaufstiegen ein lukratives Geschäft, und Lattemann hatte mit seinen waghalsigen Sprüngen vom Ballon großen Erfolg.
Lattemann entwickelte den Fallschirm weiter und brachte einen zusammenlegbaren Faltschirm heraus, den er Touristenfallschirm nannte. Auch konstruierte er einen Fallschirmballon. Zu diesem Zweck wurde der Ballon mit einem Metallreifen umschlossen, der ihn in zwei Hälften teilte. Beim Ausströmen des Gases sollte die untere Hälfte der Ballonhülle um den Reifen nach innen klappen und sich dicht an die obere Hälfte anlegen. Somit verwandelte sich der Ballon in einen Fallschirm, an dessen unterem Rand der am Metallreifen befestigte Korb hing.
Am 17. Juni 1894 wagte Lattemann seinen dritten Sprungversuch mit dem neuen Fallschirmballon. Auf dieser Veranstaltung in Krefeld geschah das Unglück, dass der Ballon sich nicht wie vorgesehen zusammenfaltete und als Fallschirm fungierte. Lattemann stürzte ab und wurde tödlich verletzt. Drei Tage später wurde er auf dem evangelischen Friedhof in Krefeld beigesetzt.
Seine Lebensgefährtin Käthe Paulus hatte Lattemann 1889 kennengelernt. Am 7. März 1891 kam ihr gemeinsamer Sohn Willy Hermann Paulus zur Welt. Zunächst half Käthe Paulus Lattemann bei der Herstellung und Reparatur von Ballonen. Erst seit 1893 nahm sie auch an den Vorführungen von Lattemann teil. Auch an dem Flug in Krefeld, bei dem Lattemann tödlich verunglückte, war sie zusammen mit ihm im Ballon aufgestiegen, war aber zuvor mit dem Fallschirm abgesprungen und blieb so unverletzt.